# Kanton Clary
Kanton Clary (francouzsky Canton de Clary) je francouzský kanton v departementu Nord v regionu Nord-Pas-de-Calais. Tvoří ho 15 obcí.

## Obce kantonu
- Bertry
- Busigny
- Caudry
- Caullery
- Clary
- Dehéries
- Élincourt
- Esnes
- Haucourt-en-Cambrésis
- Ligny-en-Cambrésis
- Malincourt
- Maretz
- Montigny-en-Cambrésis
- Villers-Outréaux
- Walincourt-Selvigny